# Betty Broadbent

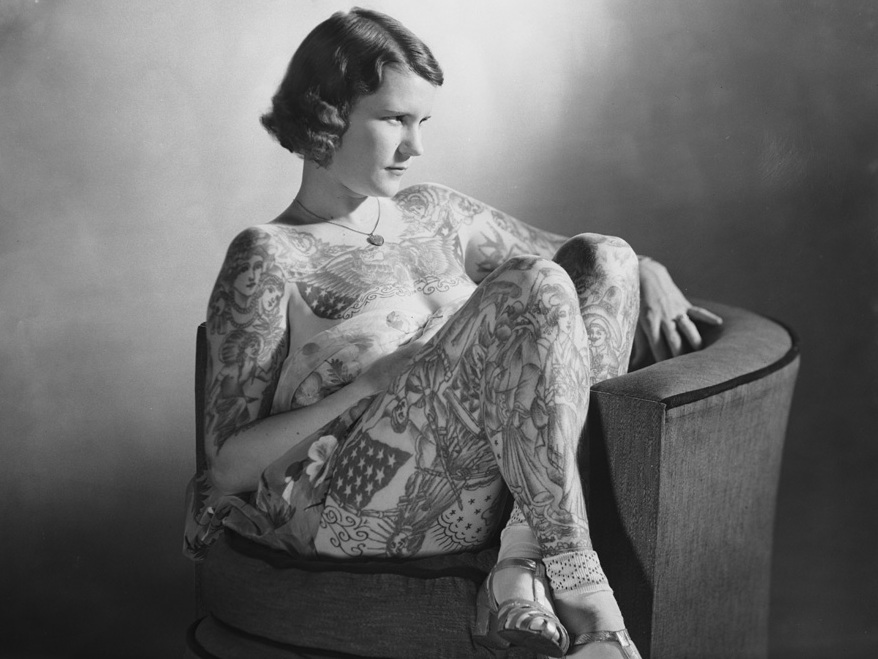
Betty Broadbent, 1938

Betty Broadbent (* 1. November 1909 in Zellwood, Florida als Sue Lillian Brown; † 28. März 1983 in Tampa, Florida) war eine amerikanische Tätowiererin und Schaustellerin. Sie war eine der bekanntesten tätowierten Damen und trat mit großen Zirkussen in den Vereinigten Staaten, Kanada, Australien und Neuseeland auf.

## Leben
Broadbent wurde als Sue Lillian Brown in Zellwood geboren. Ihre Eltern stammten aus North Carolina und zogen nach Philadelphia, als sie noch ein Kind war. Nach einem Streit mit ihren Eltern verließ sie früh das Elternhaus in Orlando und arbeitete in einer Illusionsnummer bei einer Sideshow. Über diesen Lebensabschnitt existieren verschiedene, von ihr selbst verbreitete Varianten. In einer wurde sie von ihrer wohlhabenden und gesellschaftlich angesehenen Familie verstoßen und enterbt, nachdem sie von einem Wochenende in Atlantic City mit einer kleinen Tätowierung nach Hause gekommen war, so dass sie dorthin zurückkehrte und sich komplett tätowieren ließ; in einer anderen arbeitete sie mit vierzehn Jahren als Kindermädchen in Atlantic City und machte an ihrem freien Tag während eines Spaziergangs auf der Strandpromenade die Bekanntschaft von Jack Redcloud, der mit Tätowierungen übersät war. Aufgrund ihrer Faszination für Tätowierungen machte er sie mit seinem Tätowierer Charlie Wagner bekannt, der ihre ersten Tattoos stach. Wagner war mit dem Zirkusmann Clyde Ingalls befreundet, der Broadbent eine Stelle im Zirkus anbot.

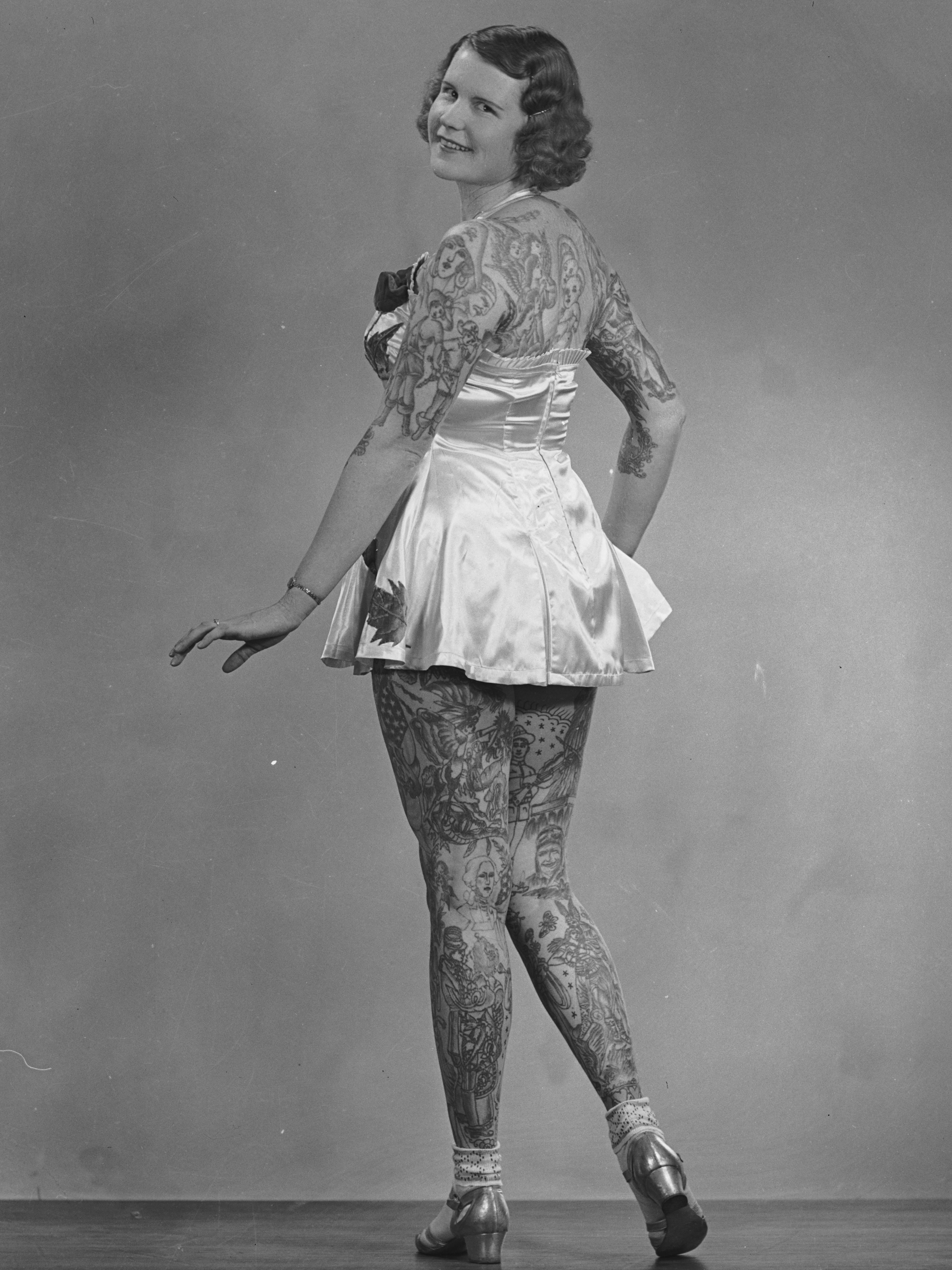
Betty Broadbent, 1938

Ab 1926/1927 ließ sich Broadbent von Charlie Wagner und anderen Tätowierern, darunter Tony Rhineagear, Joe Van Hart und Red Gibbons, den Körper von den Schultern an mit nach ihrer eigenen Schätzung etwa 365 Motiven tätowieren und begann noch währenddessen im selben Jahr beim Zirkus Ringling Bros. and Barnum & Bailey Circus aufzutreten. Mit Söckchen und dem „Grübchenlächeln“ wirkte sie wie das typische All-American Girl und wurde als die jüngste tätowierte Frau der Welt angekündigt, teilweise mit dem Beinamen „tätowierte Venus“. Ihr Kostüm reichte anfangs bis zu den Knien. Als es im Laufe der Zeit für Frauen akzeptabler wurde, mehr Haut zu zeigen, ließ sie sich von Bert Grimm auch den oberen Teil ihrer Beine tätowieren und trat in einem kürzeren Kostüm auf. Ihr fertiggestellter tätowierter Bodysuit umfasste insgesamt 465 Motive. Sie legte stets viel Wert darauf, dass ihre Auftritte „respektabel“ und künstlerisch wirkten. Auch in Interviews und Berichten wurden oft ihr damenhaftes Verhalten und der Eindruck von Achtbarkeit, den sie hinterließ, betont.
In den 1930er Jahren arbeitete sie bei verschiedenen Shows, unter anderem im Al G. Barnes Circus und Sells-Floto Circus. Später in ihrer Karriere lernte Broadbent auch das Reiten von Springpferden und Maultieren. Während ihrer Arbeit im Zirkus ließ sich Broadbent auch zur Bullenreiterin ausbilden, trat mit dem Schauspieler und Artisten Tom Mix auf und arbeitete in Harry Carey’s Wild West Show. Nachdem sie selbst die Kunst des Tätowierens erlernt hatte, arbeitete Broadbent neben ihren Auftritten und in den Wintermonaten, wenn keine Zirkussaison war, auch als Tätowiererin in Tattoostudios im ganzen Land, unter anderem in Montreal, San Francisco und New York.
Im Jahr 1937, nach Saisonende beim Ringling Bros. and Barnum & Bailey Circus, begann sie, international zu arbeiten, und tourte mit unabhängigen Zirkussen durch Neuseeland und Australien.
Nach ihrer Rückkehr nach Chicago im Januar 1939 nahm sie im Mai ein Engagement in der Strange as it seems-Sideshow von John Hix an und stellte die traditionellen Ansichten über die Schönheit von Frauen in den 1930er Jahren in Frage, indem sie auf der 1939 New York World’s Fair an einem Schönheitswettbewerb teilnahm, dem ersten, der im Fernsehen übertragen wurde. Im Winter 1939 arbeitete sie in einem Chicagoer „Dime Museum“.
Broadbent war im Laufe ihres Lebens mehrfach verheiratet. Um 1928 heiratete sie im Alter von 19 Jahren Edwin Burbank, die Ehe wurde aber schnell wieder geschieden. Mit dem Darsteller in einer Wildwestshow, Jose Carter, ging sie in den frühen 1930er Jahren eine Common-law marriage ein. Er starb 1933 bei einem Unfall, als er auf seiner Heimreise von Chicago nach Missouri, wo er und die schwangere Betty bei seiner Familie lebten, auf einen Güterzug aufspringen wollte. Ihr Sohn Joe Carter wurde Ende 1933/Anfang 1934 geboren und Betty wohnte mit dem Kind in den Nebensaison-Zeiten weiterhin bei Carters Familie. Im Mai 1940 heiratete Betty den Zirkuszauberer und Bauchredner Charley Roark, die Ehe wurde später geschieden. Während ihrer Arbeit im Zirkus Clyde Beatty Cole Bros. lernte sie Winford Emory Brewer, den Mechaniker des Zirkus, kennen, den sie im März 1969 heiratete. Bis ins Jahr 1967 oder 1968 trat sie weiterhin auf und reiste mit Zirkus-Sideshows, um sich dann in Riverview, Florida, zur Ruhe zu setzen. Von ihrem elterlichen Erbe kaufte sie eine Farm, die sie mit ihrem Ehemann führte. Sie starb am 28. März 1983 in Tampa/Florida im Schlaf. Betty Broadbent gilt als die meistfotografierte tätowierte Frau des 20. Jahrhunderts. 1981 war sie die erste Person, die in die Tattoo Hall of Fame aufgenommen wurde.

## Tattoo-Motive
Broadbents vierfarbig ausgeführte Tätowierungen variierten in ihren Themen. Auf ihrem Rücken hatte sie eine Tätowierung der Madonna mit Kind. Auf ihrem rechten Bein befand sich eine Tätowierung von Charles Lindbergh und eine Tätowierung von Pancho Villa auf ihrem linken. Eine von Broadbents berühmtesten Tätowierungen nahm mehr als sechs Sitzungen in Anspruch, ein Adler mit ausgebreiteten Schwingen, der sich unterhalb ihrer Schlüsselbeine von einer Schulter zur anderen erstreckte. Daneben befanden sich unter anderem noch Darstellungen von Rosen, der amerikanischen Flagge, Piraten, Sinti oder Roma, Königin Victoria und anderen Berühmtheiten. Die einzelnen Motive waren teils durch florale Motive verbunden.